# Jack Parr
John "Jack" Parr (Louisville, Kentucky, 13 de març de 1936 ― Lindsborg, Kansas, 4 de gener de 2015) va ser un jugador de bàsquet estatunidenc que va disputar una temporada a l'NBA. Amb 2,06 metres d'alçada, jugava en la posició de pivot.

## Trajectòria universitària
Va jugar durant tres temporades amb els Wildcats de la Universitat Estatal de Kansas, on va obtenir una mitjana de 16,9 punts i 12,7 rebots per partit. Els seus 889 rebots el situen en la segona posició històrica de la universitat, només superat per Ed Nealy. Va ser seleccionat en les seves tres temporades en el millor quintet de la Big Eight Conference, liderant el 1956 la conferència en punts i rebots.

## Trajectòria professional
Va ser triat en la setantena posició del Draft de l'NBA de 1958 per Cincinnati Royals, amb els quals va jugar una única temporada, obtenint una mitjana de 4,0 punts i 4,2 rebots per partit.

## Estadístiques a l'NBA
| Temporada | Edat | Equip             | Lliga | P  | TIT | MIN  | TC  | TCA | %TC  | 3P | 3PA | %3P | TL  | TLA | %TL  | R.of. | R.DEF. | REB | ASIS | ROB | TAP | PER | FP  | PTS |
| 1958-59   | 22   | Cincinnati Royals | NBA   | 66 |     | 15.7 | 1.7 | 4.7 | .355 |    |     |     | 0.7 | 1.1 | .603 |       |        | 4.2 | 0.8  |     |     |     | 2.1 | 4.0 |
| Total     |      |                   | NBA   | 66 |     | 15.7 | 1.7 | 4.7 | .355 |    |     |     | 0.7 | 1.1 | .603 |       |        | 4.2 | 0.8  |     |     |     | 2.1 | 4.0 |